# NGC 3705
NGC 3705 (другие обозначения — UGC 6498, MCG 2-29-39, ZWG 67.93, IRAS11275+0933, PGC 35440) — спиральная галактика в созвездии Льва. Открыта Уильямом Гершелем в 1784 году.
На расстояниях менее 20 секунд дуги от центра галактики не наблюдается эмиссия в линии H-альфа, в остальных областях по этой линии измерены лучевые скорости в галактике. На расстояниях более 80 секунд дуги кривая вращения галактики пологая. Расстояние до галактики составляет 18,5 мегапарсек, так что 1 секунда дуги в галактике соответствует линейному расстоянию в 90 килопарсек. На изображениях пыли в NGC 3705 она обладает упорядоченной спиральной структурой.
Этот объект входит в число перечисленных в оригинальной редакции «Нового общего каталога».